# NGC 1278
NGC 1278 è una galassia ellittica situata nella costellazione di Perseo, a una distanza di circa 285 milioni di anni luce dalla nostra Via Lattea.

## Scoperta
La galassia è stata scoperta il 14 febbraio 1863 dall'astronomo tedesco Heinrich d'Arrest. 
La galassia venne poi nuovamente osservata il 12 ottobre 1884 dall'astronomo francese Guillaume Bigourdan e successivamente inserita nell'Index Catalogue con la designazione IC 1907.

## Descrizione
NGC 1278 fa parte dell'Ammasso di Perseo (Abell 426).